# 蒂普頓縣 (印地安納州)
蒂普頓县（英語：Tipton County）是位於美國印第安納州中部的一個縣。面積674平方公里。根據美國2000年人口普查，共有人口16,577人。縣治蒂普頓（Tipton）。
成立於1844年1月15日，5月1日生效。縣名紀念聯邦參議員約翰·蒂普頓。